# بورونیای دندانه‌ای

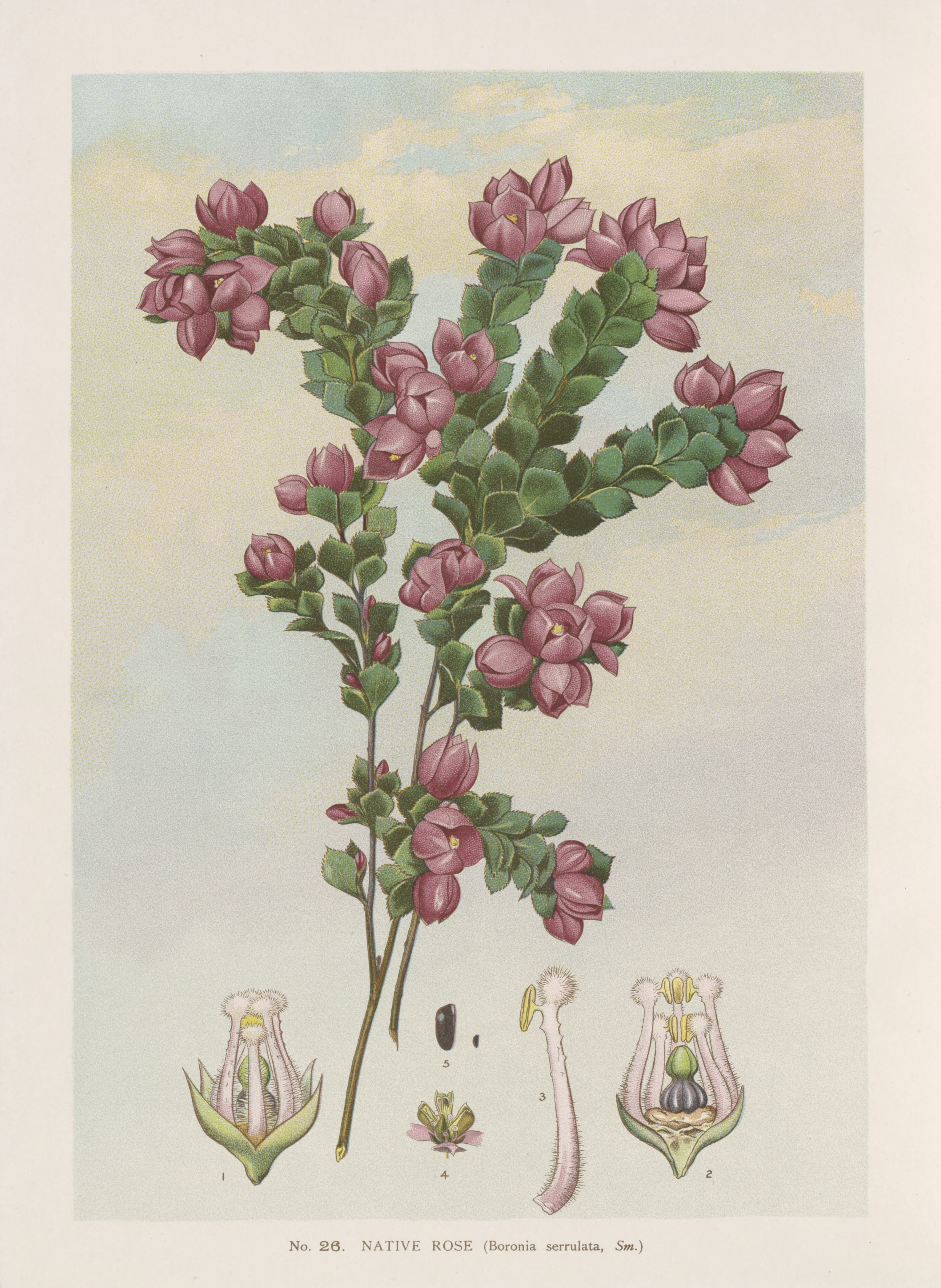
Boronia Serrulata

بورونیای دندانه‌ای (Boronia Serrulata) از انواع گیاهان تزئینی با برگ‌های بیضی‌شکل با قابلیت کاشت آسان در فضای آپارتمان است. گل‌های به رنگ صورتی یا بنفش این گیاه در فصل تابستان ظاهر می‌شوند.

## شرایط نگهداری

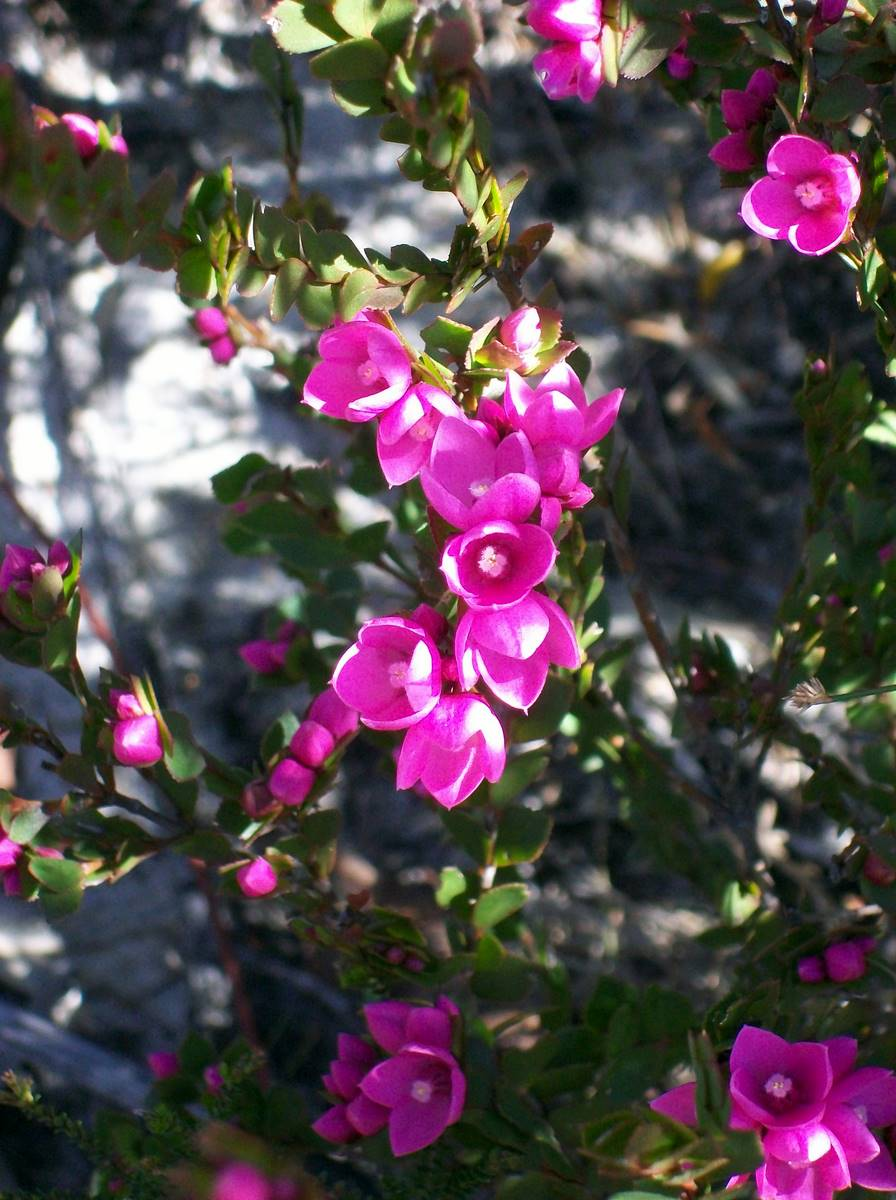
بورینا بومی در پارک ملی استرالیا.

آب و هوای گرم و مرطوب از جمله نیازهای ضروری برای کاشت این گیاه در فضای آپارتمان است. دمای اتاق باید طوری تنظیم شود که از ۵- درجه سانتیگراد کمتر نبوده و از ۲۵ درجه سانتی‌گراد تجاوز نکند. برای تأمین رطوبت اتاق نیز می‌توان از دستگاه‌های بخارساز استفاده کرد. بهترین فصل برای کاشت گیاه بورونیا اواخر فصل بهار یا اوایل تابستان بوده و مناسبترین روش، کاشت از طریق بذر است. برای کاشت باید گلدانی در اندازه متوسط انتخاب و از خاک غنی از ماسه، سنگ‌ریزه و بارورکننده‌های آلی پر شود. بذرها باید در عمق ۲۰ سانتیمتری خاک قرار گرفته و در دو هفته اول کاشت به‌طور مرتب و هر دو روز یکبار آبیاری شوند.
خاکهای آهکی با pH بالا به رشد گیاه آسیب رسانده و باعث ریزش برگها و تأخیر در گلدهی می‌شود.
مکان‌های آفتابی یا نیمه سایه برای رشد گیاه مناسب است. شش ماه اول کاشت بهتر است گلدانها در معرض نورمستقیم خورشید قرار بگیرند. آبیاری گیاه باید به‌طور منظم و حداقل دو بار در هفته انجام شود. خاک گلدان باید قبل از آبیاری مجدد مرطوب و از آبیاری در ساعات گرم تابستان خودداری شود. بهترین زمان اوایل صبح یا قبل از غروب آفتاب است.
میزان pH خاک برای پرورش گیاه بورونیا بهتر است بین ۷/۴ تا ۲/۶ باشد. تکثیر این گیاه از طریق تقسیم و قلمه زدن در فصل تابستان امکانپذیر است.